# Font del Lleó (Xàtiva)
|  | Per a altres significats, vegeu «Font del Lleó (desambiguació)». |

La Font del Lleó és una font de principis del segle xix, situada al centre de la ciutat de Xàtiva, a la comarca de la Costera, molt a prop de l'ajuntament. La font té situada a sobre la figura d'un lleó, que al costat de dos sortidors més situats just a sota, deixen caure tres dolls d'aigua sobre una gran bassa circular.

## Història
La construcció de la Font del Lleó data de 1818 i originalment estava adossada al Portal de la muralla de Xàtiva del mateix nom, Portal del Lleó, també conegut com a Portal Nou o de les Monges.
El lloc va ser cita de recepcions oficials de visites principesques i de personatges representatius, com demostra la placa commemorativa a Ferran VII que podem veure sota la figura del Lleó, feta de marbre negre, i restaurada en 2018, coincidint amb el 200è aniversari de la seva col·locació.
La font està inclosa en la declaració Bé immoble de rellevància local (BIC) del Canal de Bellús a Xàtiva, i declaració singular des de 2005.